# Tagula
Tagula (nota anche come Vanatinai o Sudest) è un'isola d'origine vulcanica di Papua Nuova Guinea.

## Geografia
L'isola di Tagula è la più grande delle Isole Louisiade ed è situata a circa 280 km a sud-est dell'estrema punta sud-orientale di Papua Nuova Guinea. Lunga 80 km e larga circa 24 km raggiunge l'elevazione di 806 m nel Monte Rui, appartenente ad una piccola catena montuosa che attraversa l'isola. Circondata da barriere coralline, l'isola originariamente completamente ricoperta da foresta pluviale e da mangrovie lungo le coste, è stata inizialmente sfruttata per giacimenti d'oro e successivamente per la coltivazione di palma da cocco per la produzione di copra, principale voce d'esportazione dei locali. Il clima è tropicale monsonico.
Il centro principale è Vanatinai Town situata nella parte nord-occidentale dell'isola.